# Марк Публіцій Маллеол
Марк Публіцій Маллеол (лат. Marcus Publicius Malleolus; ? — після 232 до н. е.) — політичний, державний та військовий діяч Римської республіки, консул 232 року до н. е.

## Життєпис
Походив з плебейського роду Публіціїв. Син Луція Публіція Маллеола. Про молоді роки мало відомостей. 
У 240 році до н. е. його обрано плебейським еділом разом з братом Луцієм. Під час своєї каденції звів храм богині Флори. Після цього організував вишукані Флоралії. Разом із братом провів вулицю до Авентинського пагорбу, яка отримала назву Публіціїв схил.
У 232 році до н. е. його обрано консулом разом з Марком Емілієм Лепідом. Спочатку займався розподілом між римськими громадянами галльського поля біля Аріміна. Після цього разом із колегою вирушив на придушення повстання в Сардинії, захопив багату здобич, але втратив її під час військових дій на Корсиці. Подальша доля невідома.